# Henning Fritz
Henning Fritz, nemški rokometaš, * 21. september 1974, Magdeburg.
Fritz je bil rokometni vratar, ki je za reprezentanco Nemčije med letoma 1994 in 2008 zbral 235 nastopov in bil z njo uspešen na več tekmovanjih. Leta 2004 je bil izbran za rokometaša leta kot prvi vratar, ki mu je uspelo dobiti to dragoceno lovoriko. 

## Igralska kariera

### Klubska kariera
Klubsko člansko kariero je začel  leta 1988 v domačem SC Magdeburg, kjer je ostal do leta 2001, ko se je preselil v THW Kiel. Njegov zadnji klub je bil Rhein-Neckar Löwen kjer je igral med letoma 2007 in 2012, ko je zaključil z uspehi bogato kariero. 

### Reprezentančni vratar
Fritz je v svojem reprezentančnem obdobju osvojil številne medalje na največjih rokometnih prireditvah. Prvo kolajno, in to zlato, je dobil na EP 2004, ko je Nemčija v finalu premagala Slovenijo ter postala evropski prvak. 
Istega leta, 2004 je na poletnih olimpijskih igrah v Atlanti v sestavi nemške reprezentance osvojil še srebrno olimpijsko medaljo.
Največji uspeh Fritzove generacije je prišel leta 2007, ko so Nemci slavili na domačem svetovnem prvenstvu in se okitili z zlato medaljo. 